# Boşnak Derviş Mehmed Paša
Derviş Mehmed Pasha (cca 1569 – 9. prosince 1606) byl osmanský státník a sloužil jako velkovezír od června do prosince roku 1606.

## Život

### Původ
Pocházel z Bosny a narodil se jako křesťan. Byl koupen Osmany jako část devşirme (daň z krve, škola vojáků) a stal se janičářem. Vyrůstal ve dvoře a byl vychován podle zdejších pravidel.

### Kariéra
Byl bejem (guvernérem) Bosny.
Stal se velkovezírem Osmanské říše (červen až prosinec 1606). Údajně požádal sultána Ahmeda I., aby místo Konstantina Movily jmenoval na post vojvody Moldávie Simiona Movilu.
Byl uškrcen sluhy sultána Ahmeda I. Je pohřben v Üsküdaru.

## V populární kultuře
V roce 2015 se postava Dervişe Paši vyskytovala v seriálu Muhteşem Yüzyıl: Kösem, kde jej ztvárnil herec Mehmet Kurtuluş.